# Білогородський горб
«Білогородський горб» — геологічна пам'ятка природи місцевого значення. 
Об’єкт розташовується на околиці міста Білогородка Бучанського району. Створена згідно з рішенням Київського облвиконкому № 510 від 29 жовтня 1979 р. Землекористувачем є Білогородська сільська рада.

## Опис пам'ятки

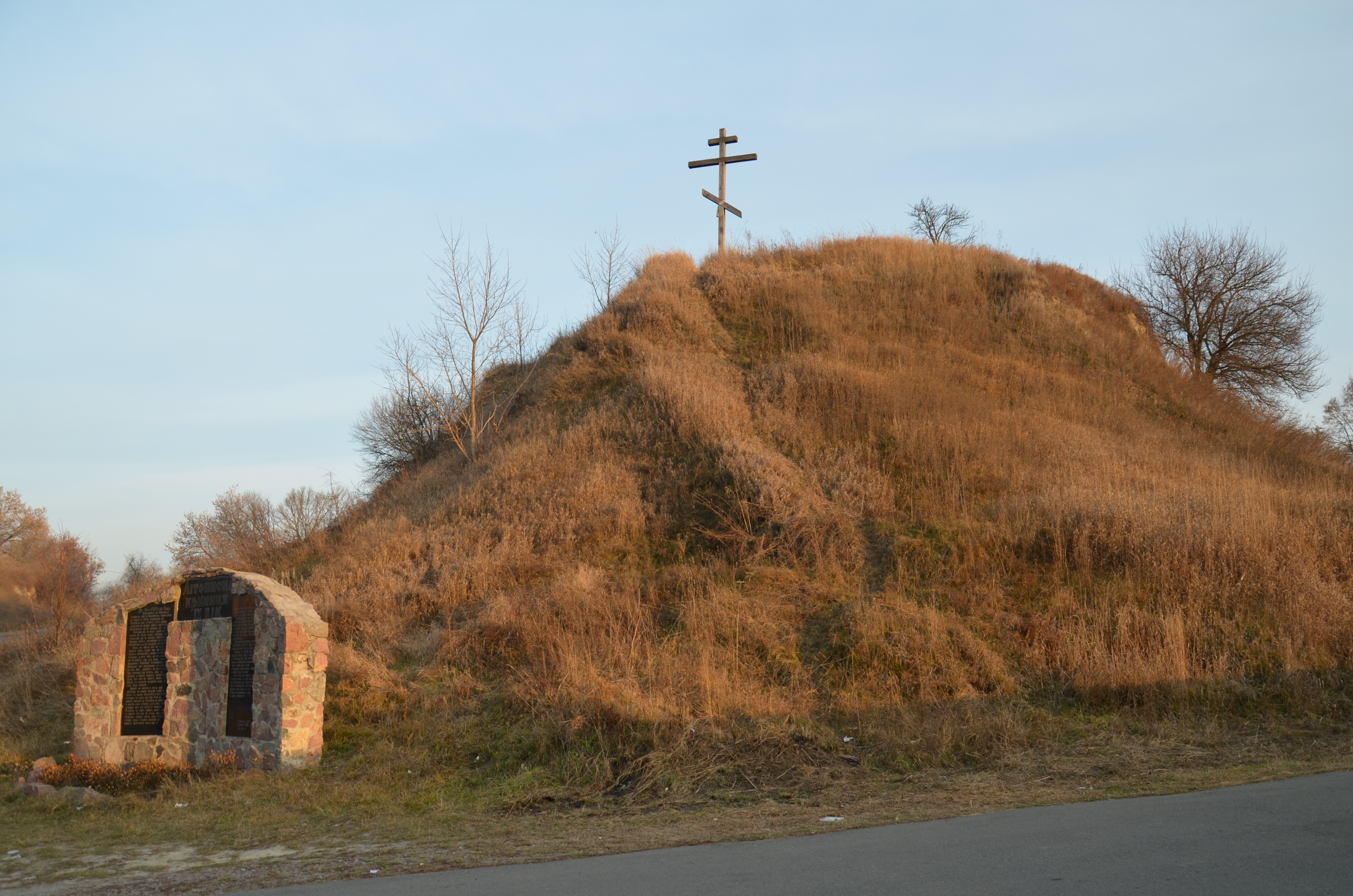
Білогородський горб

Пам’ятка відома завдяки відслоненням четвертинних відкладів – палево-жовтого лесовидного суглинку потужністю до 12 м, нижче
якого залягають породи київської свити – зелено-сірий слюдяний щільний мергель видимої потужності 2,5 м. Ґрунтові води, водоупором яким слугує мергель київської свити, в багатьох місцях обводнюють підошву схилу долини р. Ірпінь та днища ярів. 

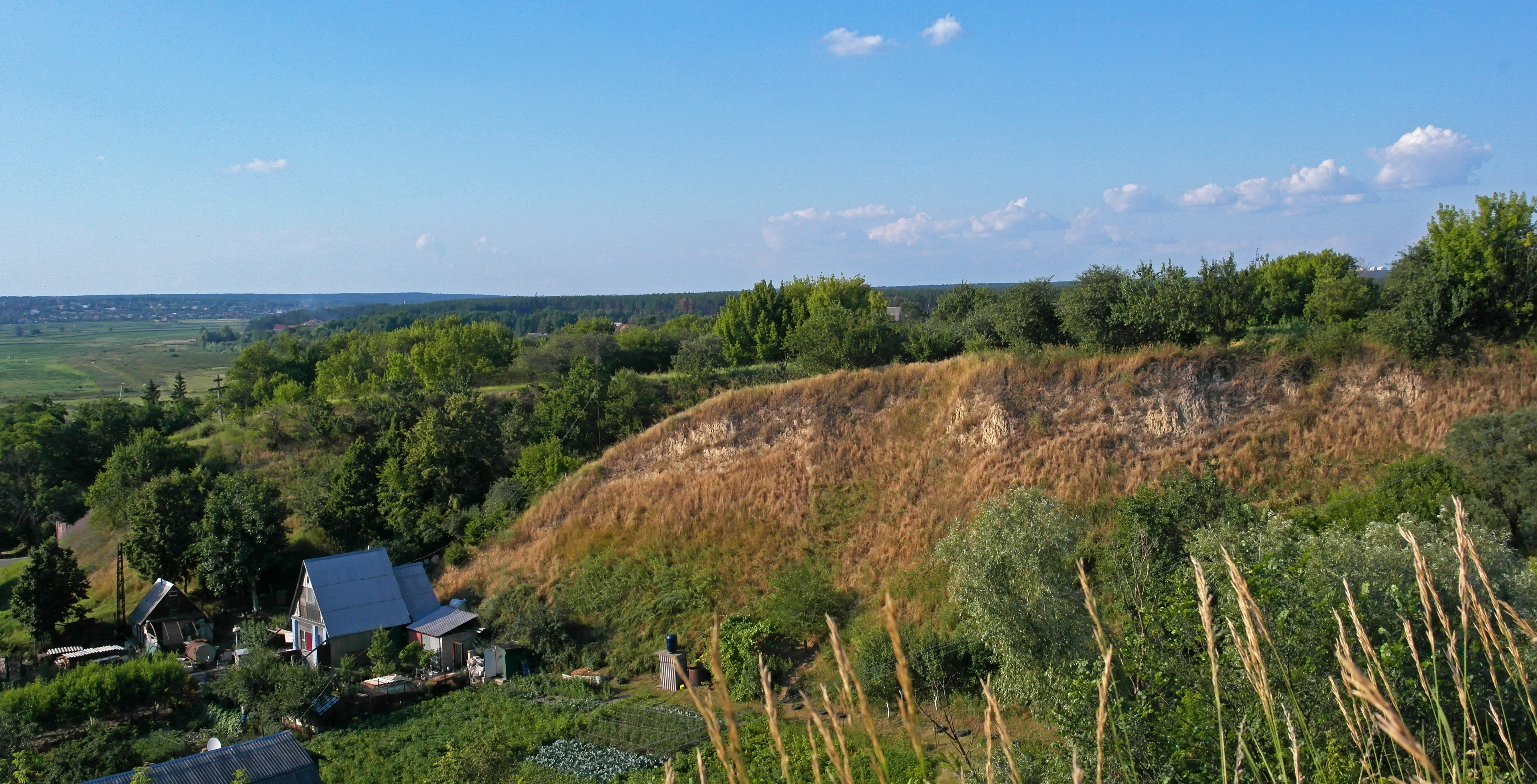
Білогородський горб

Під час геологічної зйомки в 1960 р. в с. Білогородка виявлені гляціодислокації (порушення залягання шарів, пов’язані з пересуванням льодовика, в даному випадку дніпровського зледеніння). Зараз задерновані схили не дають змоги бачити ці порушення, проте відклади київської свити у відслоненні залягають на декілька метрів вище, ніж в найближчих оголеннях, що вказує на порушення їх первісного залягання.